# Эстер Пеони
Александра Крецу (рум. Alexandra Crețu, более известная как Эстер Пиони; род. 21 июля 1993 г. Бухарест, Румыния) — румынско-канадская певица и автор песен. Представляла Румынию на 64-м песенном конкурсе «Евровидение» с песней «On a Sunday», заняв во втором полуфинале конкурса 13 место и набрав 71 балл, однако не квалифицировалась в финал.

## Биография
Александра Крецу родилась в Бухаресте, Румыния, но воспитывалась в Монреале, Квебек в Канаде, до возвращения в Румынию для изучения музыки.
Страсть Эстер к музыке возникла с детства, пока она жила с семьей в Монреале и начала посещать джазовый курс, а затем продолжила обучение в Румынии, вступив в консерватории по композиции и джазовой секции. В 2014 году Эстер заметили на YouTube, где она публиковала кавер-версии популярных песен. Ей был предложен контракт с лейблом в Румынии, после чего она выпустила синглы «Leyla», «Iubire» и сотрудничала с различными музыкантами. Через год она попала на радио и телевидение с песней «Sub aripa ta» (feat. Vescan), которая пользовалась успехом, оставаясь неделями подряд на румынских радио и музыкальных телеканалах.
В 2016 году Эстер выпустила совместную трек с Phelipe «1000 De Motive». В 2018 году она выпустила свой первый мини-альбом, «Dig It», где Эстер также выступила одним из главных композиторов.
17 февраля 2019 года Эстер победила в румынском национальном отборе на песенный конкурс «Евровидение» с песней «On a Sunday».